# Горно Градище (Микрево)
Вижте пояснителната страница за други значения на Градище.
Градище или Горно Градище е късноантична и средновековна крепост намираща се над село Микрево, община Струмяни, България. В 1973 година крепостта е обявена за паметник на културата.

## История
Крепостта е разположена северозападно от Микрево, на склон на един от последните ридове на Малешевската планина, високо над десния бряг на Струма, като е охранявала пътя по реката. Площта ѝ е 0,15 ha. Датира от IV – V век. Запазени са части от крепостната стена и от кули. Открита е битова керамика.
Северно под крепостта в 1996 година е разкрита Микревската базилика (Долно Градище). При сондажни разкопки в крепостта, археолозите разкопаващи базиликата, откриват малка църква – еднокорабна, едноапсидна сграда с размери 8,20 х 3,50 m и дебелина на зидовете – 0,50 m, изградена от обли речни камъни с хоросанова спойка. Подът е бил застлан от тухли с размер 0,50 х 0,28 m.